# Write Once Read Many

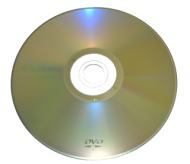
Un DVD-R

Write Once Read Many (WORM) est une technique associée à certains supports de stockage non effaçables. Ces supports permettent l'écriture de données mais ne permettent pas l'effacement. Il est donc possible d'écrire une fois (Write Once) et de lire autant de fois que souhaité (Read Many) sans jamais pouvoir physiquement effacer la donnée écrite.

## Différents types
Il existe deux catégories de WORM : les véritables WORM, où l'écriture des données constitue une modification physique et irréversible du support de stockage, et les pseudo WORM, qui sont des systèmes effaçables qui ont été bloqués pour ne pas permettre d'effacer.
- WORM non réinscriptible : disques optiques numériques, CD-R, CD-WORM, DVD-R, UDO true WORM et/ou compliant
- WORM réinscriptible : bandes magnétiques avec un lecteur/enregistreur bloqué pour empêcher les mises à jour, disques magnétiques avec des micro programmes (firmware) interdisant les mises à jour et suppressions, SAN et NAS également bloqués.